# NYC Taxi
«NYC Taxi» (рус. «Нью-йоркское такси») — является восьмым синглом эстонской певицы Геттер Яани. Премьера состоялась 3 марта 2012 года в финале конкурсе «Eesti Laul» в Эстонии, где на сцене было более пятидесяти человек. Официальный клип на видео был снят в Нью-Йорке.

## Продолжительность
1. «NYC Taxi» — 3:45

## Список композиций
| №  | Название   | Длительность |
| -- | ---------- | ------------ |
| 1. | «NYC Taxi» | 3:45         |

## Позиции в чартах
| Чарт (2012)               | Наивысший результат |
| ------------------------- | ------------------- |
| Raadio Uuno, Eesti Top 40 | 30                  |
| Sky Plus Top 40           | 12                  |